# 2002年ソルトレークシティオリンピックの中国選手団
2002年ソルトレークシティオリンピックの中国選手団（2002ねんソルトレークシティオリンピックのちゅうごくせんしゅだん）は、2002年2月8日から2月24日までアメリカ合衆国のソルトレイクシティで開催された2002年ソルトレークシティオリンピックの中国選手団、およびその競技結果。

## 概要
今大会は金メダル2個、銀メダル2個、銅メダル4個の合計8個のメダルを獲得した。
ショートトラック女子500mで楊揚が金メダルを獲得し、中国に冬季オリンピック初の金メダルをもたらした。

## メダル
| メダル | 選手名                  | 競技               | 種目            |
| ------ | ----------------------- | ------------------ | --------------- |
| 金     | 楊揚                    | ショートトラック   | 女子500m        |
| 金     | 楊揚                    | ショートトラック   | 女子1000m       |
| 銀     | 李佳軍                  | ショートトラック   | 男子1500m       |
| 銀     | 楊揚 楊陽 王春露 孫丹丹 | ショートトラック   | 女子3000mリレー |
| 銅     | 申雪 趙宏博             | フィギュアスケート | ペア            |
| 銅     | 楊陽                    | ショートトラック   | 女子1000m       |
| 銅     | 王春露                  | ショートトラック   | 女子500m        |
| 銅     | 李佳軍 馮凱 李野 安玉龍 | ショートトラック   | 男子5000mリレー |

## スケート

### フィギュアスケート
- 李成江
  - 男子シングル：9位
- 張民
  - 男子シングル：16位
- 李運飛
  - 男子シングル：20位
- 申雪・趙宏博
  - ペア：銅メダル
- 龐清・佟健
  - ペア：9位
- 張丹・張昊
  - ペア：11位
- 張維娜・曹憲明
  - アイスダンス：22位

## アイスホッケー
- 女子：7位
  - 予選リーグB：0勝2敗1分

 中国 ● 0 - 4 ○  フィンランド
 中国 ● 1 - 12 ○  アメリカ合衆国
 中国 △ 5 - 5 △  ドイツ
- - 5-8位決定戦

 中国 ● 1 - 4 ○  ロシア
- - 7-8位決定戦

 中国 ○ 2 - 1 ●  カザフスタン